# Скородное (Ельский район)
Скородное (бел. Скаро́днае) — агрогородок в Ельском районе Гомельской области Белоруссии. Центр Скороднянского сельсовета.

## География

### Расположение
В 34 км На юго-запад от Ельска, в 20 км от железнодорожной станции Словечно (на линии Калинковичи — Овруч), 212 км от Гомеля.

### Гидрография
На реке Словечна (приток реки Припять).

## Транспортная сеть
Автодорога связывает агрогородок с Ельском. Планировка состоит из 2-х почти широтной ориентации параллельных между собой и соединённых переулками улиц. На западе обособленная часть застройки. Жилые дома преимущественно деревянные, усадебного типа. В 50 кирпичных коттеджного типа домах, построенных в 1986 году (разместились переселенцы из загрязненных радиацией мест после Чернобыльской катастрофы, преимущественно из деревни Белый Берег Наровлянского района.

## История

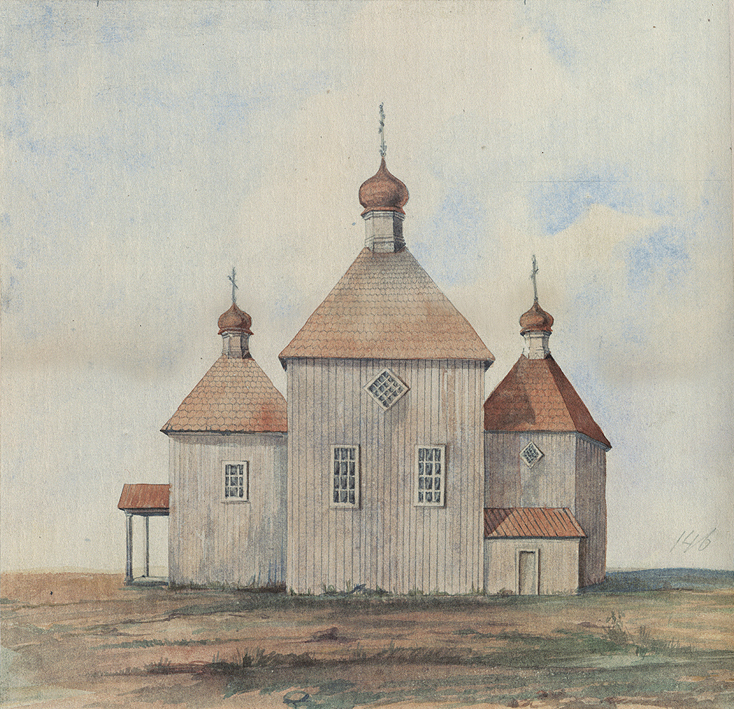
Скородное на рисунке Д. М. Струкова

Согласно письменным источникам, Скородное известно с XIV века как село во владении Тышкевичей. С давних времён здесь действовала Дмитровская униатская церковь, о чём свидетельствует документ бывшего хозяина села Отрипольского от 1621 года о передаче церкви урочища Одрубной остров. В 1763 году на каменном фундаменте построено новое деревянное здание церкви, которое в 1867 году было перестроено и освещена 11 августа 1868 года протоиереем Георгием Танопольскийм. В церкви имелись 36 образов, значительная часть работы живописца Зотова.
После 2-го раздела Речи Посполитой (1793 год) в составе Российской империи. В 1795 году владение Булгакова, в Мозырском уезде. Была центром поместья, его хозяин дворянин Г. К. Адамович в 1876 году владел 1423 десятинами земли, смоловарней и трактиром. Через деревню проходил большак из Мозыря в Житомир. Находилась почтовая станция (8 экипажей) и действовала почтово-телеграфная контора. Согласно переписи 1897 года располагались: молитвенный дом, народное училище, приёмный покой, хлебозапасный магазин, 7 лавок, 2 трактира. Центр волости (до 17 июля 1924 года), в которую в 1885 году входили 40 селений с 404 дворами. В 1906 году построено здание школы.
Летом 1918 года во время немецкой оккупации жители создали партизанский отряд. С 20 августа 1924 года центр Скороднянского сельсовета Королинского, с 5 февраля 1931 года Ельского районов Мозырского (до 26 июля 1930 года и с 21 июня 1935 года до 20 февраля 1938 года) округа, с 20 февраля 1938 года Полесской, с 8 января 1954 года Гомельской области; работал кожевенный завод по обработке кож и овчин. В 1930 году создан колхоз «Красный трактор», работали портняжная и сапожная артели (с 1930 года), паровая мельница (с 1923 года), кузница, спиртопорошковый завод (в 1933 году 25 рабочих). Значительную часть перевозок по железной дороге и через сплавную пристань, размещавшуюся в деревне, составляли лесоматериалы.
Во время Великой Отечественной войны в августе 1941 года была создана подпольная группа, которую возглавил М. Н. Драчевский. В феврале 1942 году оккупанты схватили М. Н. Драчевского и Н. М. Стаховскую и после пыток расстреляли. В феврале 1942 года после объединения подпольных групп из деревень Скородное и Кочищи был создан Ельский партизанский отряд. Каратели убили 305 человек и сожгли 206 дворов. 76 жителей погибли на фронте.
В 1959 году центр совхоза «Скороднянский». Действуют хлебопекарня, лесничество, швейная и сапожная мастерские, средняя школа, Дом культуры, библиотека, детские ясли, больница, поликлиника, аптека, ветеринарный пункт, отделение связи, 2 столовые, 4 магазина, детский сад.
В состав Скороднянского сельсовета до 1983 года входила в настоящее время не существующая деревня Захарки-1.

## Население
- 1795 год — 52 двора.
- 1811 год — дворов, жителей.
- 1833 год — жителей.
- 1885 год — дворов, жителя.
- 1897 год — 65 дворов 554 жителя (согласно переписи).
- 1908 год — 110 дворов, 732 жителя.
- 1924 год — 155 дворов, 838 жителей.
- 1940 год — 206 дворов, 937 жителей.
- 1959 год — 686 жителей (согласно переписи).
- 2004 год — 295 хозяйств, 715 жителей.

## Достопримечательность
- Братская могила советских воинов, партизан и жертв фашизма
- Аллея деревьев ко Дню народного единства (16-17 сентября 2022 года)

## Известные лица
- Л. М. Каплан — Герой Советского Союза.
- Майоров, Михаил Мусеевич (1890—1938) — партийный и государственный деятель УССР.
- И. П. Пастухов — комиссар 37-я Ельской партизанской бригады.
- С. Д. Шабуневский — архитектор, по его проектам в Гомеле построена мужская гимназия (1898 год), гостиница «Савой» (1912 год) и другие здания.